# Coralliocaris macropthalma
Coralliocaris macropthalma är en kräftdjursart som först beskrevs av H. Milne Edwards 1837.  Coralliocaris macropthalma ingår i släktet Coralliocaris och familjen Palaemonidae. Inga underarter finns listade i Catalogue of Life.